# Shinichi Yumoto
Shinichi Yumoto (n. 4 decembrie 1984, Wakayama, Japonia) este un luptător ce a reprezentat Japonia, medaliat olimpic. A participat la o ediție a Jocurilor Olimpice (2012) în care a câștigat o medalie de bronz.

## Participări
Lista de mai jos prezintă principalele competiții la care a participat Shinichi Yumoto de-a lungul carierei.
- wrestling at the 2012 Summer Olympics – men's freestyle 55 kg[*]